# Nanochromis transvestitus
Nanochromis transvestitus är en fiskart som beskrevs av Stewart och Roberts, 1984. Nanochromis transvestitus ingår i släktet Nanochromis och familjen Cichlidae. IUCN kategoriserar arten globalt som starkt hotad. Inga underarter finns listade i Catalogue of Life.